# Vilgot Larsson

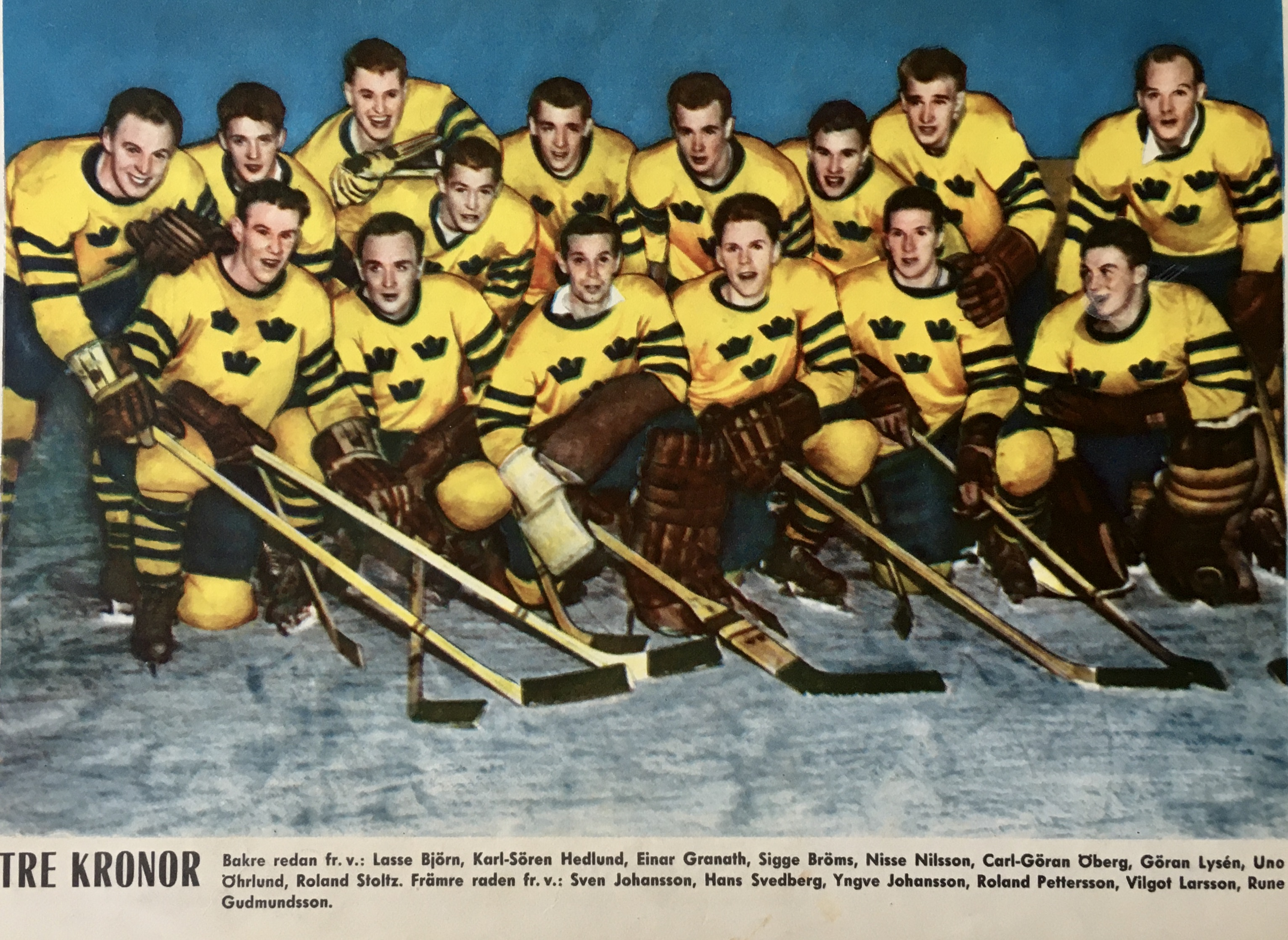
Tre Kronor i november 1958, från vänster, stående: Lasse Björn, Karl-Sören Hedlund, Einar Granath, Sigge Bröms, Nisse Nilsson, Carl-Göran "Lill-Stöveln" Öberg, Göran Lysén, Uno "Garvis" Öhrlund, Roland "Rolle" Stoltz; främre raden: Sven "Tumba" Johansson, Hasse Svedberg, Yngve Johansson, Roland "Sura-Pelle" Pettersson, Vilgot "Ville" Larsson och Rune Gudmundsson.

Vilgot "Ville" Larsson, född 3 maj 1932 i Falun, död 21 december 2015, var en svensk ishockeyspelare i Leksands IF och Tre Kronor.
Han började spela som junior i Leksand 1948 och fortsatte sedan i klubbens A-lag fram till 1964. Under större delen av tiden i Leksand bildade han backpar med Åke Lassas. Han bedöms ha varit en av de skickligaste skridskoåkarna genom alla tider i den högsta serien inom svensk ishockey. Han lär ha byggt upp sin skicklighet genom att varje dag åkt mellan Leksand och Rättvik som träning, en sträcka på över två mil enkel resa. Vilgot Larsson var en av de tunga krafterna bakom Leksands framgångsrika ungdomsverksamhet inom ishockey och var juniortränare för Leksand. 
Vilgot Larsson blev världsmästare i ishockey 1957 och det berättas att han kastade sig och stoppade en puck med pannan i slutminuterna i matchen mot Sovjetunionen då Sverige lyckats vända 2-4 till 4-4 och säkrade guldmedaljerna. Han deltog i ett Olympiskt vinterspel 1956 i Cortina d'Ampezzo, Italien. Han är Stor grabb nummer 48 i ishockey. Hans tröjnummer 3 sitter numera i taket på Tegera Arena.

## Meriter
- 248 matcher för Leksands IF
- VM-guld = EM-guld 1957
- VM-brons 1958 = EM-silver
- VM-femma 1955 = EM-brons
- VM-femma 1959 = EM-brons
- OS-fyra 1956 = EM-silver